# Monument Émile Dossin de Saint-Georges
Le monument Émile Dossin de Saint-Georges est situé au square de la Croix-Rouge, devant le porche de l'abbaye de la Cambre. Œuvre de Eugène Jean de Bremaecker, Berckmans, Hoffmann (1928) mais conçu par l'architecte François Malfait.

## Galerie

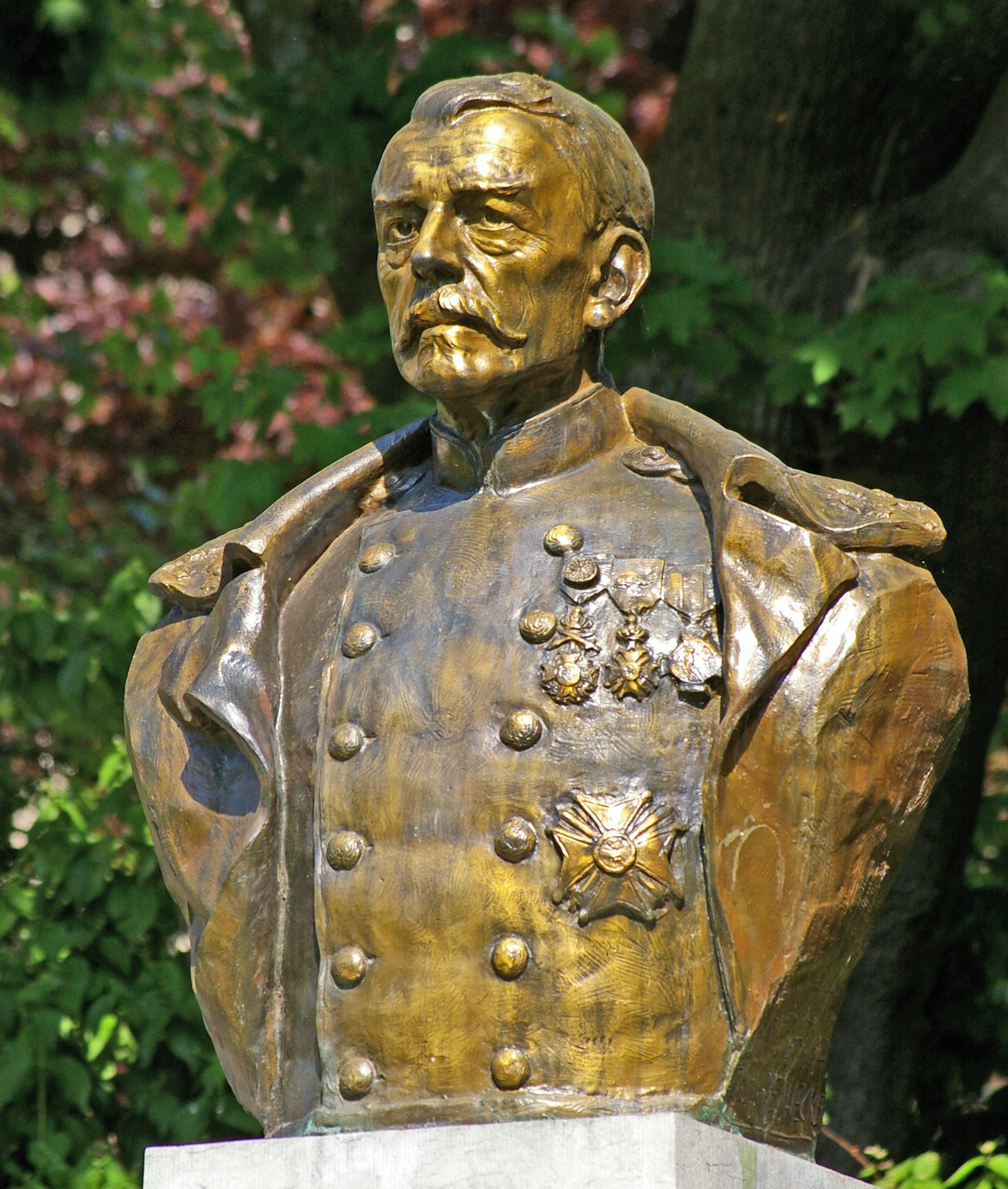
Lieutenant - Général Baron Dossin de Saint Georges 1854 - 1936

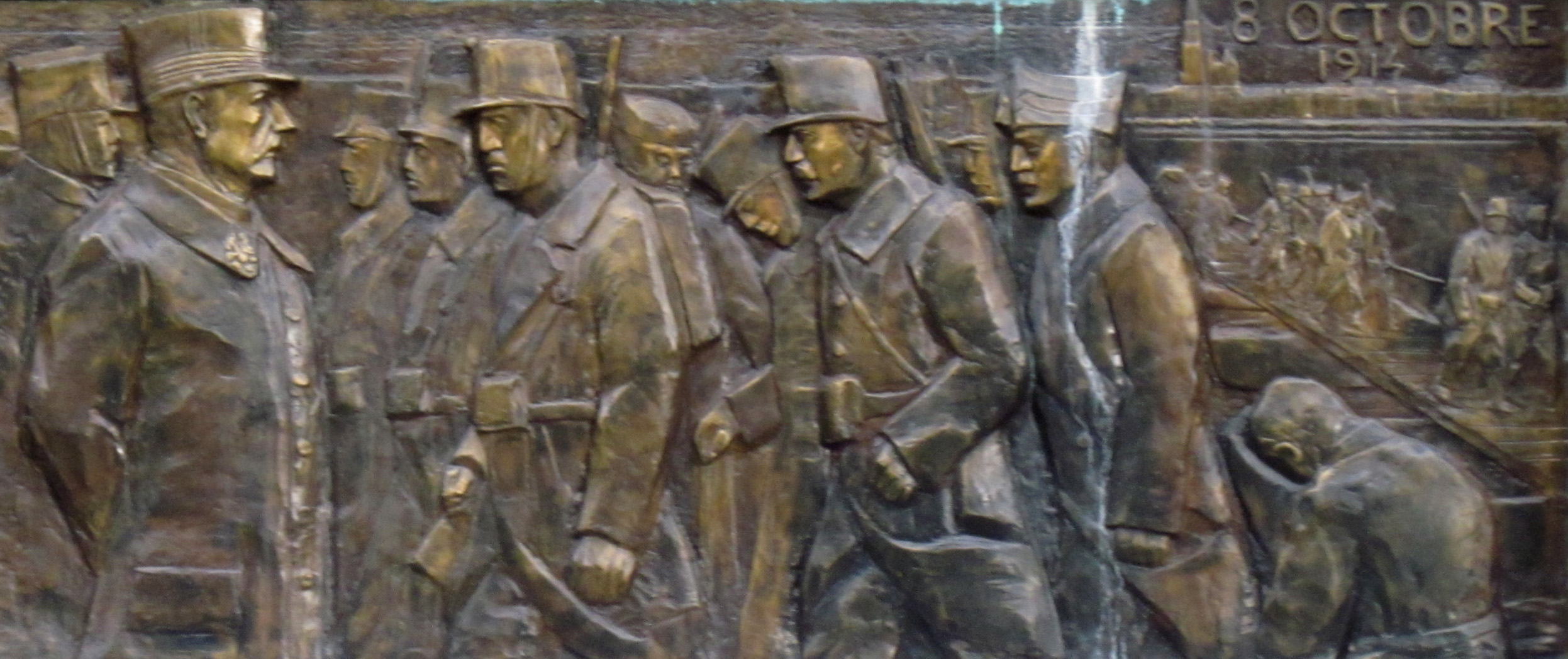
ANVERS 8 octobre 1914
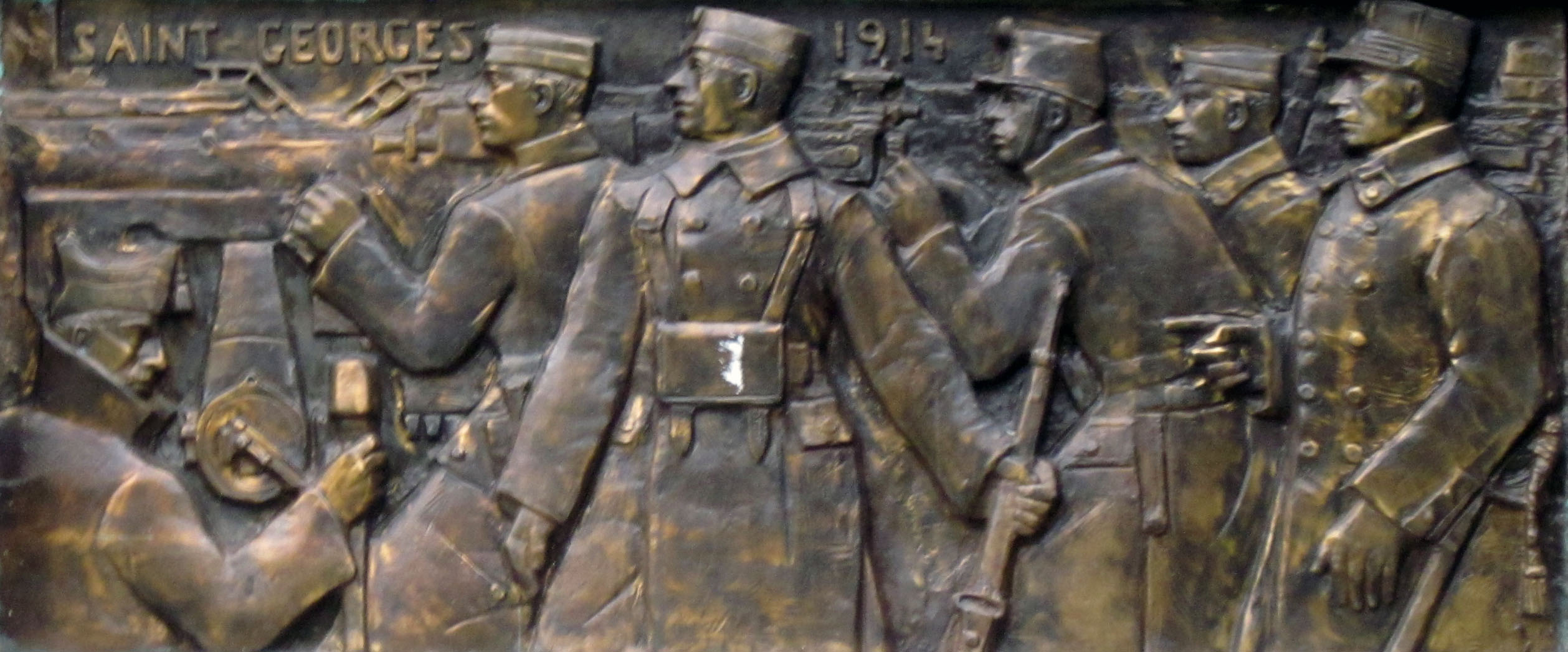
YSER Saint-Georges 1914